# Oxytelus ominosus
Espèce
Oxytelus ominosus est une espèce fossile d'insectes coléoptères de la famille des Staphylinidae communément appelée « famille des staphylins ».

## Classification
L'espèce Oxytelus ominosus est décrite en 1891 par le paléontologue allemand Bruno Förster (1852-1924),.

### Ajout d'un fossile en 1937
En 1937 le paléontologue français Nicolas Théobald (1903-1981) ajoute un fossile de Kleinkembs de la collection Mieg conservé au muséum de Bâle,.

### Fossiles
Selon Paleobiology Database en 2023, deux collections de fossiles sont référencées, du Rupélien de l'Oligocène de France à Kleinkembs et d'Allemagne de Brunstatt,.

### Étymologie
L'épithète spécifique latine ominosus signifie « inquiétant ».

## Description

### Caractères
La diagnose de Nicolas Théobald en 1937, : 

« Insecte décrit par Förster des marnes en plaquettes de Brunnstatt. Oxytelus levis, dont l'original est très mal conservé, ne mérite pas de figurer sous un nom spécial. La plus grande largeur de la tête -différence spécifique signalée par Förster- est simplement due à l'écrasement.
Un échantillon de Kleinkembs (R305 de la collection Mieg du Muséum de Bâle). Förster compare cette espèce à Oxytelus rugosus Fabr., de nos régions, abondant dans les endroits humides. ».

## Galerie
- quelques espèces vivantes du genre Oxytelus
- Oxytelus laqueatus.
- Oxytelus piceus.
- Oxytelus sculptus.

### Publication originale
- [1891] (de) Bruno Förster, « Die Insekten der "Plattigen Steinmergels" von Brunstatt », Abhandlungen zur Geologischen Specialkarte von Elsass-Lothringen, Strasbourg, vol. 3,‎ 1891, p. 333-594 (ISSN 1256-4338, lire en ligne). .